# Bidasoa-Txingudi
Bidasoa-Txingudi es una comarca transfronteriza constituida por los municipios de Fuenterrabía, Hendaya e Irún. Pertenece a la cultura vasca. Recibe su nombre de los siguientes accidentes geográficos: el río Bidasoa y la bahía de Chingudi. Está en la frontera entre Francia y España. Esta comarca sigue el objetivo del Consejo de Europa y la Unión Europea de estrechar la colaboración entre los países de dicho continente.
Es un sitio turístico; algunos de sus recorridos de interés son el parque natural Aiako Harria, el Parque Ecológico de Plaiaundi, el monte Jaizquibel y el barrio de La Marina.
Desde el 11 de marzo de 2021, el actual alcalde de Irún, José Antonio Santano preside el consorcio de Bidasoa-Txingudi.